# Refiloe Mudimu
Refiloe Mudimu, južnoafriški admiral, * 6. marec 1954.
Mudimu je bil načelnik Južnoafriške vojne mornarice od 1. marca 2005 do leta 2014.